# Laneuville-au-Rupt
Laneuville-au-Rupt é uma comuna francesa na região administrativa de Grande Leste, no departamento de Meuse. Estende-se por uma área de 13,23 km². Em 2010 a comuna tinha 199 habitantes (densidade: 15 hab./km²).